# Datainspektionen (Åland)
Datainspektionen på Åland är en oberoende myndighet som är underställd Ålands landskapsregering. Dess uppgift är att ge råd och anvisningar om behandling av personuppgifter inom landskaps- och kommunalförvaltningen.
Datainspektionen inrättas den 1 mars 2008 med anledning av EG-direktivet 95/46/EG om behandling av personuppgifter.
Motsvarande myndighet i övriga Finland är Dataombudsmannen.